# JD Sports Fashion
JD Sports Fashion plc eller JD Group er en britisk sportstøjs-detailvirksomhed, der driver 2.420 sportsbutikker. Virksomheden er børsnoteret på London Stock Exchange, hvor aktiemajoriteten ejes af Pentland Group (55 %).
JD Group blev etableret i 1981 af John Wardle og David Makin (deraf navnet JD).